# 断刺
《断刺》是江苏卫视于2011年推出的一部以国共内战为背景的谍战剧。2011年8月17日在内蒙古河北交界的围场坝上草原开机，本剧在江苏卫视首播。台湾纬来育乐台于近期播放。

## 简介
为阻止驻扎在绥远的军队向解放军投诚，国民党军统派出一支暗杀小组前往执行狙杀任务，而共产党方面组建了保卫小组，他们的任务则是阻断对方的刺杀—断刺！

## 主要演员
- 童　蕾 饰 李赫男
- 柳云龙 饰 唐　栋
- 谷智鑫 饰 尹　良
- 何政军 饰 胡云之
- 李雨泽 饰 方时中
- 郭昊伦 饰 罗洪斌
- 徐正运 饰 宝　钺
- 施　羽   饰 周旭山
- 吴乙彤 饰 冯丽娜
- 王治森 饰 邱受德
- 鲍　鲲   饰 萧忠泉
- 陈大伟 饰 张国珍

## 音乐
- 片头曲 《英雄无名》 
  - 作曲：捞仔 创意：石头 演唱：孙楠
- 片尾曲《穿越星河》
  - 作曲：捞仔 创意：石头 演唱：毛阿敏

## 收视率
(由csm数据参考而来，收视率包括全天收视指数和市场(收视)份额参数)
| 平台     | 平均收视率 | 平均市場份額 | 全年排名 |
| 江苏卫视 | 1.27       |              | 16       |